# Župnija Sela pri Kamniku
Župnija Sela pri Kamniku je rimskokatoliška teritorialna župnija dekanije Kamnik nadškofije Ljubljana.